# Sciapus flavipes
Sciapus flavipes är en tvåvingeart som först beskrevs av de Meijere 1910.  Sciapus flavipes ingår i släktet Sciapus och familjen styltflugor. Inga underarter finns listade i Catalogue of Life.